# Джордан, Керин
Керин Джордан (1 ноября 1975, Претория — 21 октября 2013, Претория) — южноафриканский футболист, который в основном играл на позиции нападающего в течение пятнадцатилетней игровой карьеры.

## Карьера

### ЮАР
Он начал свою карьеру в клубе из родного города, «Суперспорт Юнайтед», откуда перешёл в «Мэннинг Рейнджерс», там он стал лучшим бомбардиром чемпионата в 1997/98 сезоне с 11 голами. В 1999 году Джордан сыграл свой единственный матч за сборную Южной Африки на международном уровне. В сезоне 2003/04 он выиграл гонку бомбардиров клуба с 8 голами.

### Новая Зеландия
Джордан затем переехал в Новую Зеландию, намереваясь играть за «Нью Зиланд Найтс» в новосозданном первенстве команд Австралии и Новой Зеландии, А-Лиге. Однако вместо этого он подписал контракт с командой чемпионата Новой Зеландии, «Уайтакере Юнайтед». В своём первом сезоне с клубом (2004/05) он забил 15 голов в 21 туре и стал лучшим бомбардиром чемпионата.
С 2005 года Джордан играл за «Окленд Сити». В 2008 году после 3 месяцев вне игры он объявил, что в течение 3 лет боролся с раком. Он первоначально волновался, что это будет мешать его желанию получить постоянное место жительства и гражданство Новой Зеландии, но болезнь временно отступила, и врачи разрешили ему снова играть. Своё возвращение он отметил победой над «Кентербери Юнайтед» со счётом 4:1.
19 марта 2010 года Джордан объявил об уходе в отставку, ссылаясь на травму колена. Джордан не сыграл ни одного полного матча после клубного чемпионата мира 2009 года, он чувствовал, что это подходящее время для ухода в отставку. После этого он признал, что провёл в конечном счёте успешную карьеру.

## Смерть
Джордан умер от рака 21 октября 2013 года в возрасте 37 лет в своём родном городе, Претории. Рак развился из меланомы за 13 лет до его смерти, и в конечном итоге распространился на его мозг.